# ジョーゼフ・ハーシュホーン

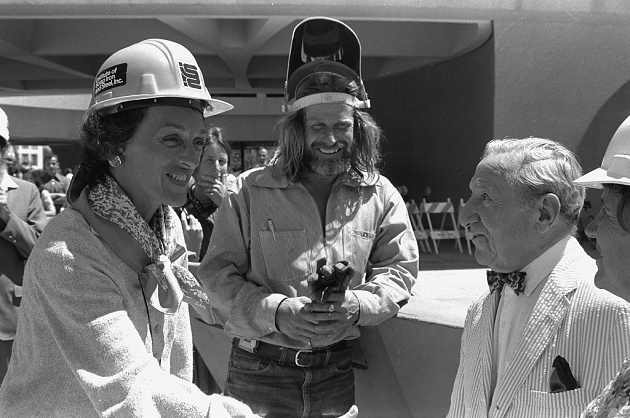
1978年7月11日。彫刻家のマーク・ディスヴェロと副大統領夫人のジョーン・モンデールからの出迎えを受けるハーシュホーン（右）

ジョーゼフ・ハーマン・ハーシュホーン（Joseph Herman Hirshhorn(Hirschhorn), 1899年 クールラント・ミッタウ（イェルガヴァ） - 1981年）はラトビア出身のアメリカ合衆国の財政家。13人兄弟の12番目で、6歳のときに未亡人の母親と共にアメリカに移住。
14歳からウォール街で雑用係として働き始めるが、3年後には株式仲買人として年に$168,000を稼ぐまでになる。1929年の世界恐慌の2ヶ月前に株を売り、400万ドルを手にする。
石油・鉱業の株で財を成したが、1930年代にはカナダの金とウランに目を付け、トロントに事務所を構えた。
19世紀から20世紀の絵画・彫刻の収集を行い、1974年ワシントンD.C.に"ハーシュホーン博物館と彫刻の庭"を設立。